# Straße (Ruppichteroth)
Straße ist ein Ortsteil der Gemeinde Ruppichteroth. Ein Großteil des Ortes liegt in der Gemeinde Nümbrecht im Oberbergischen Kreis.

## Geographie
Der Ort liegt an den Hängen des Bergischen Landes. Nachbarorte sind im Südosten Lindscheid und im Nordwesten das ebenfalls geteilte Stranzenbach.

## Geschichte
1809 hatte der Ortsteil 12 reformierte Einwohner.
1910 waren für Ruppichteroth-Straße die Haushalte Ackerer Wilhelm Dahlhaus und Maurer Heinrich Leymann verzeichnet.
1928 bis 1932 wohnte hier Robert Ley.

## Anmerkung
1. ↑  Der Ort ist durch eine Gemeindegrenze geteilt, die Einwohnerzahl bezieht sich nur auf den in der Gemeinde Ruppichteroth liegenden Teil.